# NS-Baureihe 1300
Die NS-Baureihe 1300 ist eine ehemalige Elektrolokomotivbaureihe der Niederländische Eisenbahnen NS, die von 1952 bis 2000 vor allem im schweren Güterzugdienst eingesetzt wurde.

## Geschichte
Die auf der französischen Lokomotivbaureihe SNCF CC 7100 basierende Lok wurde ab 1952 bei Alsthom in Belfort gefertigt. Bis 1956 entstanden 16 Exemplare. Erster Einsatz war ein Sonderzug anlässlich der Elektrifizierung der Strecke von Zwolle nach Groningen, den die Lok 1301 kurz nach ihrer Inbetriebnahme 1952 zog. Mit einer Leistung von 3.159 kW waren die Loks der Baureihe 1300 lange Zeit die stärksten Fahrzeuge der Niederländische Eisenbahnen und konnten vielfältig eingesetzt werden. Durch die Beschaffung der Baureihe 1600 und 1700 in den 1980er Jahren verlor die Baureihe 1300 langsam an Bedeutung. Im Jahr 2000 wurden alle Loks außer Betrieb genommen und abgestellt. Bis auf vier museal erhaltene Exemplare wurden alle Loks verschrottet.

## Technik

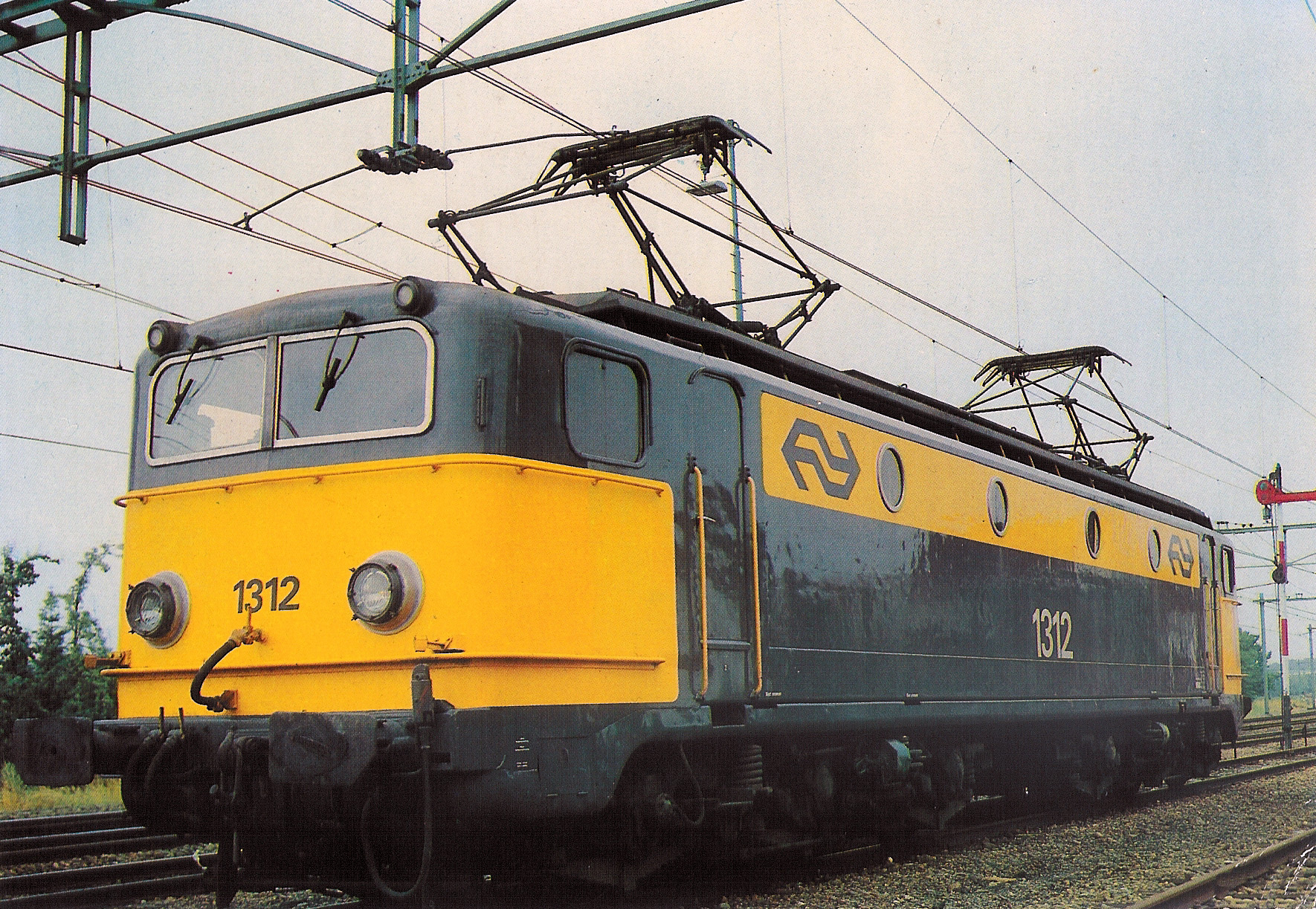
Lok 1312 im früheren Aussehen

Bei der Konstruktion der NS-Baureihe 1300 verwendete Alsthom bewährte Komponenten verschiedener anderer Lokomotivtypen der französischen Eisenbahn, wobei das Grundkonzept mit dem der Baureihe SNCF CC 7100 übereinstimmt. Es wurden dreiachsige Drehgestelle verwendet und insgesamt sechs Fahrmotoren verbaut. Außerdem wurden die Loks an die Bestimmungen der Niederländischen Eisenbahn angepasst und entsprechend ausgerüstet. Im Zuge fälliger Hauptuntersuchungen wurden alle Loks in den 1980er Jahren an das aktuelle gelbe Farbschema der NS angepasst.

## Namen
Wie einige andere Lokomotivbaureihen erhielten auch die Loks der Baureihe 1300 den Schriftzug und das Wappen einer niederländischen Stadt angebracht.
- 1301 Dieren
- 1302 Woerden
- 1303 (--)
- 1304 Culemborg
- 1305 Alphen aan den Rijn
- 1306 Brummen
- 1307 Etten-Leur
- 1308 Nunspeet
- 1309 Susteren
- 1310 Bussum
- 1311 Best
- 1312 Zoetermeer
- 1313 Uitgeest
- 1314 Hoorn
- 1315 Tiel
- 1316 Geldermalsen

## Erhaltene Exemplare
Nachdem die NS die Loks im Jahr 2000 ausmusterte, blieben vier Exemplare der Baureihe 1300 erhalten.
- Lok 1302 und 1312 werden im Nederlands Spoorwegmuseum in Utrecht aufbewahrt.
- Lok 1304 ist im Besitz des privaten Eisenbahnvereins Werkgroep loc 1501 / Stichting Klassieke Locomotieven.
- Lok 1315 wurde 2013 der SVG Eisenbahn-Erlebniswelt in Horb am Neckar als  Leihgabe übergeben.[1]